# Moritz A. Sachs

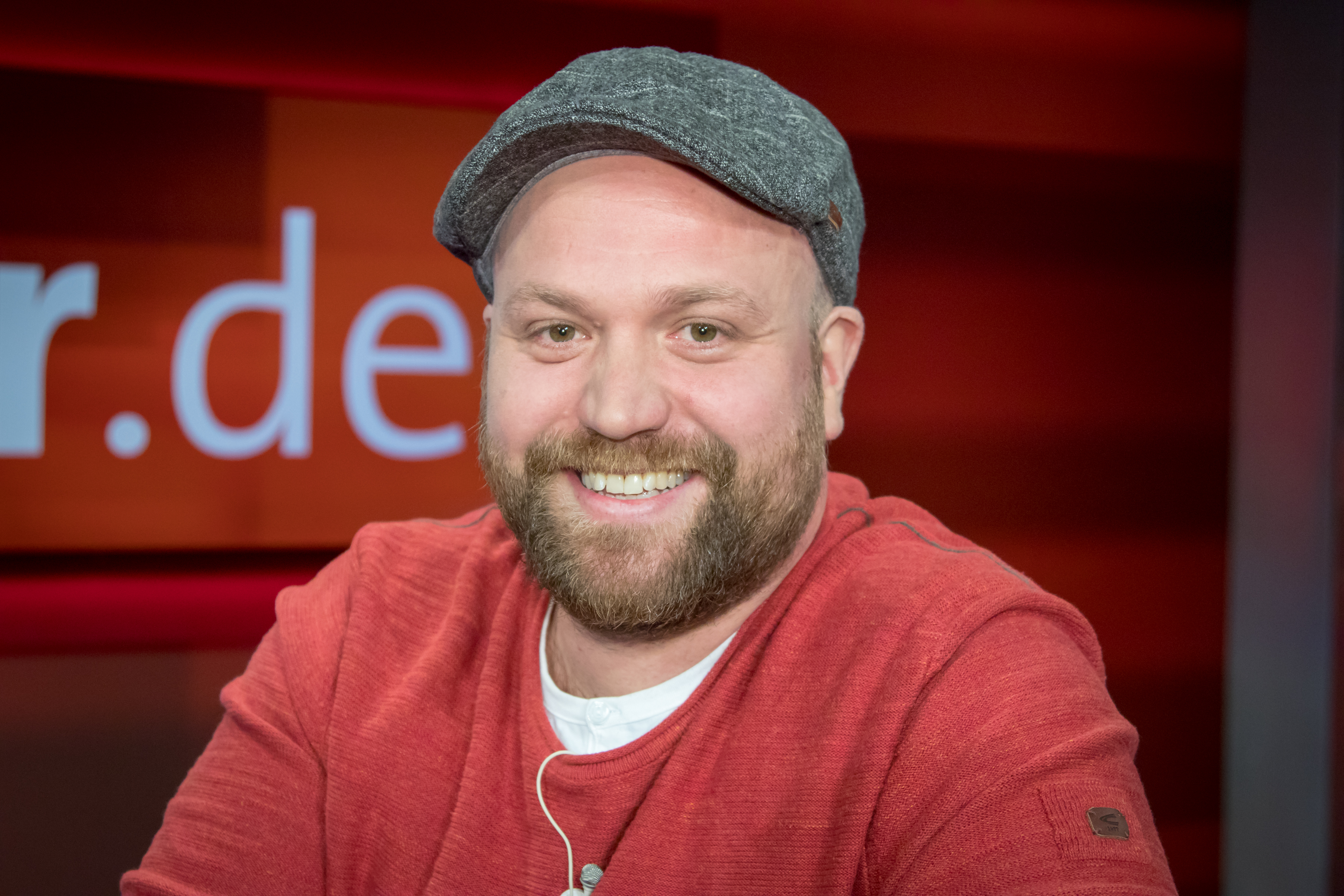
Moritz A. Sachs (2018)

Moritz Alexander Sachs (* 13. August 1978 in Köln) ist ein deutscher Schauspieler, Regieassistent und Veranstalter des Internationalen Kurzfilmfestivals shnit in Köln. Er wurde durch die Rolle des Klaus Beimer in der Serie Lindenstraße bekannt.

## Leben

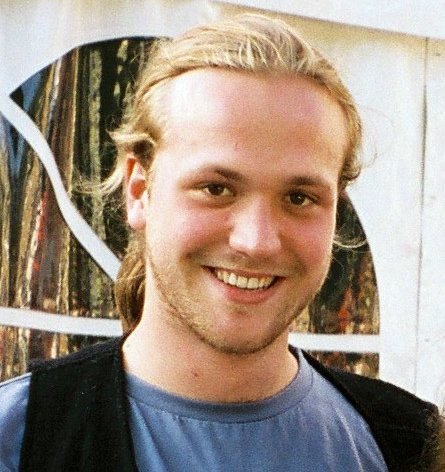
Moritz A. Sachs (1998)

Moritz A. Sachs wurde 1978 als Sohn des Rechtswissenschaftlers Michael Sachs in Köln geboren. Von Folge 1 (1985) bis Folge 1758 (2020) spielte er die Rolle des Klaus Beimer in der WDR-Serie Lindenstraße. Von 1999 bis 2000 machte er eine einjährige Reise durch Südamerika, Afrika und Asien. Neben der Schauspielerei hat Sachs Rechtswissenschaften studiert.
2005 machte er eine einjährige Pause von der Lindenstraße, um sich der Arbeit hinter der Kamera zu widmen. Als Regieassistent war er an zahlreichen Projekten beteiligt; unter anderem an den Fernsehserien Die Rettungsflieger (Regie: Gero Weinreuter/Wolfgang Dickmann) und Notruf Hafenkante sowie den Kinofilmen Eden Plaza (Regie: Fred Breinersdorfer) und Die letzten Tage (Regie: Oliver Frohnauer).
2007 brachte Sachs als Produktionsleiter in der Schweiz das Musical Die Schwarzen Brüder zu Uraufführung. Mit seinem Kollegen Holger Kunze betreibt er eine eigene Produktionsfirma für Film und Musical. Seit 2009 ist er Veranstalter des Internationalen Kurzfilmfestivals shnit in Köln. 2011 nahm er mit Melissa Ortiz-Gomez an der vierten Staffel der Tanzshow Let’s Dance teil; das Paar erreichte den zweiten Platz.

## Filmografie
- 1985–2020: Lindenstraße (Fernsehserie, 882 Folgen)
- 1995: Entführung aus der Lindenstraße
- 2003: Tatort – Das Phantom
- 2004: SOKO Köln (Fernsehserie, Folge 1x12)
- 2005: Die Rettungsflieger (Fernsehserie, Folge 10x09)
- 2006: Lindenstraße: Finstere Weihnacht (TV)
- 2009: Notruf Hafenkante (Fernsehserie, Folge 4x06)
- 2011: Let’s Dance (Kandidat)
- 2017: Heldt (Fernsehserie, Folge 5x17)
- 2023: Die Füchsin: Alte Sünden (Fernsehserie, Folge 8)
- 2024: Watzmann ermittelt: Sommerschnee (Fernsehserie, Staffel 4, Folge 8)

## Autobiografie
- Ich war Klaus Beimer: Mein Leben in der Lindenstraße. Edition Michael Fischer, 2020, ISBN 978-3-96093-738-8.